# Gotarta-1
Gotarta-1 es el nombre de una variedad cultivar de manzano (Malus domestica) Esta manzana está cultivada en la colección de germoplasma de manzanas del CSIC, también está cultivada en la colección de germoplasma de peral y manzano en la "Finca de Gimenells de la Estación Experimental de Lérida - IRTA". Esta manzana es originaria de la Comunidad autónoma de Cataluña, procedente de un ejemplar localizado en el año 2001 en el municipio de Pont de Suert, capital de la comarca de Alta Ribagorza, Lérida.

## Sinónimos
- "Poma Gotarta-1",[3]
- "Gotarta-1 M064",[3]
- "Manzana Gotarta-1".[7]

## Historia
'Gotarta-1' es una variedad de manzana de Cataluña, está catalogada con el número de accesión M064 en el Banco de germoplasma de peral y manzano de la Universidad de Lérida, que se encuentra integrado en la Red de Colecciones del Programa de Conservación y Utilización de los Recursos Fitogenéticos para la Alimentación y la Agricultura, del Plan Nacional de I+D+I.
'Gotarta-1' está considerada con otras muchas de las entradas que se han incorporado al Banco de germoplasma en la "Finca de Gimenells de la Estación Experimental de Lérida - IRTA", provienen de ejemplares únicos, en algunos casos, actualmente desaparecidos, lo que ha permitido paliar la erosión genética que se está dando en estas especies frutales.
'Gotarta-1' es una variedad que se cultiva para su conservación genética, para posibles usos y mejoras en cruces con otras variedades, para incrementar cualidades o intercambiarlas.

## Características
El manzano de la variedad 'Gotarta-1' tiene un vigor medio de tipo ramificado, con porte muy erguido; ramos con pubescencia media, de un grosor delgado, con longitud de entrenudos largos, número de lenticelas medio, relación longitud/grosor de los entrenudos grande, tipo de ramos fructíferos sin predominio; época de inicio de floración muy tardía, yema fructífera de forma ovoide de una longitud corta, flor no abierta presenta color del botón floral amarillento rosado, flor de tamaño medio, pétalos con posición relativa de los bordes superpuestos, inflorescencia con número medio de flores pocas, de forma plana o ligeramente cupuliforme, sépalos de color predominante verde, sépalos de longitud media, con los pétalos de longitud corta y anchura corta, siendo la relación longitud/anchura de los pétalos más largos que anchos, estilos con longitud en relación con los estambres más largos, estilos con punto de soldadura lejos de la base.
Las hojas tienen un porte erguido en relación con el ramo, limbo de longitud medio y de anchura medio, con una relación longitud/anchura pequeña, forma del borde ondulada, peciolo con longitud largo, forma del limbo elíptico-ensanchada, aspecto de la superficie del haz medianamente brillante, pubescencia del envés media, plegamiento de la superficie ondulada, tamaño de la punta grande, forma de la base aguda, estípulas con una forma muy foliáceas, y ángulo del peciolo respecto al ramo pequeño.
La variedad de manzana 'Gotarta-1' tiene un fruto de tamaño y peso de grande a muy grande; forma globosa aplanada, relación longitud/anchura media, lados (ausencia o presencia de lados marcados) medio, posición de la anchura máxima en el medio; piel con estado ceroso débil, pruina de la epidermis débil; con color de fondo verde, importancia del sobre color medio, sobre color de superficie rojo, siendo su intensidad mediano, reparto del color en la superficie sólo en placas con estrías, acusando unas lenticelas medianas, y una sensibilidad al "russeting" (pardeamiento áspero superficial que presentan algunas variedades) en las caras laterales ausente o muy débil; pedúnculo con una longitud medio, y un grosor delgado, anchura de la cavidad peduncular grande, profundidad de la cavidad pedúncular media, y con importancia del "russeting" en cavidad peduncular medio; coronamiento por encima del cáliz ausente o muy débil, anchura de la cav. calicina media, profundidad de la cav. calicina poco profunda, y con importancia del "russeting" en cavidad calicina ausente o muy débil; ojo de tamaño pequeño, parcialmente abierto; sépalos de longitud media.
Carne de color blanca, con oscurecimiento de la carne al corte fuerte; textura media, dureza de la carne blanda, con jugosidad media; sabor regular; corazón con distinción de la línea media; eje abierto; lóculos carpelares cerrados; porte del sépalo parcialmente extendido; semilla de longitud mediana, de anchura es ancha, y de color marrón.
La manzana 'Gotarta-1' tiene una época de maduración y recolección de fruto temprana, finales de verano. Se usa como manzana de mesa fresca y para sidra.

## Calidad de fruto y prueba de cata
- Peso del fruto: Grande
- Calibre del fruto: Muy grande
- Longitud del fruto: Grande
- Índice de almidón: Medio
- Dureza medida de la carne: Baja
- Índice refractométrico (IR): Medio
- Acidez titulable: Alta
- Jugosidad de la carne: Medio
- Textura de la carne: Media
- Dureza sensorial de la carne: Media
- Dulzor: Medio
- Acidez: Fuerte
- Intensidad del sabor de la carne: Media
- Sabor: Regular
- Valoración global del fruto: Regular.[3]

## Características Agronómicas
- Afinidad del injerto (compatibilidad): Buena
- Facilidad de formación y poda: Media
- Tipo de fructificación: Tipo II
- Precocidad varietal: Poco precoz
- Vecería: Alta
- Productividad: Media
- Necesidad de aclareo: Baja
- Escalonamiento de la maduración del fruto: Largo
- Sensibilidad a la caída en maduración: Alta
- Aptitud para la conservación del fruto en árbol: sin datos
- Aptitud para la conservación del fruto en almacén o cámara: sin datos
- Sensibilidad al moteado: sin datos
- Sensibilidad al oídio: sin datos
- Sensibilidad a pulgón lanígero: sin datos.[3]